# Perfluorperhydrophenanthren
Perfluorperhydrophenanthren ist eine vollständig fluorierte organische Verbindung. Es ist mit Perfluordecalin verwandt und gehört zur Gruppe der per- und polyfluorierten Alkylverbindungen (PFAS).

## Struktur und Eigenschaften
Perfluorperhydrophenanthren leitet sich von dem tricyclischen Kohlenwasserstoff Perhydrophenanthren ab, wobei alle Wasserstoffatome durch Fluoratome ersetzt sind. Es existieren mehrere stereoisomere Formen.
Die Verbindung ist bei Raumtemperatur flüssig und zeichnet sich durch eine hohe Dichte sowie eine sehr geringe Oberflächenspannung (ca. 19,3 mN/m bei 20 °C) aus.

## Verwendung
Aufgrund seiner besonderen physikalischen und chemischen Eigenschaften findet Perfluorperhydrophenanthren Anwendung in verschiedenen Bereichen:
- Als Ersatz für Silikonöle in der Augenchirurgie
- Als Kältemittel in der Elektronikindustrie
- In der Halbleiterfertigung
- Filmbildner in Kosmetika[3]

## Externe Links zu erwähnten Verbindungen
1. ↑  Externe Identifikatoren von bzw. Datenbank-Links zu Perhydrophenanthren:  CAS-Nr.: 5743-97-5, EG-Nr.: 227-267-8, ECHA-InfoCard: 100.024.789, PubChem: 21971, ChemSpider: 20647, Wikidata: Q3899875.